# J. P. Cormier
Джон Пол Кормье (англ. J. P. Cormier) — канадский певец, фолк- и блюграсс-музыкант, автор-исполнитель, мультиинструменталист.
Лауреат нескольких наград, включая 13 премий East Coast Music Award, одну Canadian Folk Music Award и несколько номинаций, в том числе на Джуно.

## Биография
См. также «J. P. Cormier Early life» в английском разделе.
Родился 23 января 1983 года в Лондоне, (Онтарио, Канада). Полное имя John Paul Cormier. В 5 лет начал играть на гитаре, в 9 лет выиграл местный конкурс гитаристов, а в 14 лет участвовал в блюграсс-шоу Up Home Tonight.

## Дискография
См. также «J. P. Cormier Discography» в английском разделе.
- Return to the Cape (1995)
- Another Morning (1997)
- Heart & Soul (1999)
- Now That the Work Is Done (2001)
- Primary Color (2002)
- Velvet Arm Golden Hand (2002)
- X8… a mandolin collection (2004)
- The Long River: A Personal Tribute to Gordon Lightfoot (2005)
- Primary Color: The Owner's Manual (2005)
- Looking Back - Volume 1: The Instrumentals (2005)
- Looking Back - Volume 2: The Songs (2005)
- Take Five - A Banjo Collection" (2006)
- The Messenger - J.P. Cormier Sings (2008)
- Noel - A J.P. Cormier Christmas (2008)
- Somewhere in the Back of My Heart (2012)
- The Chance (2015)

## Награды и номинации
Лауреат 13 премий East Coast Music Award, среди них.
- Maritime Fiddling Festival- Best Reel — 1989
- East Coast Music Award (ECMA) Instrumental Album of the Year — 1991
- Maritime Fiddling Festival — Best Reel — 1995
- East Coast Music Award(ECMA) Roots/Traditional Artist of the Year — 1998
- Nominated for a Juno Award in the Roots/Trad recording of the year category for «Another Morning» 1998
- East Coast Music Award (ECMA) Instrumental Album of the Year — 2000
- East Coast Music Award (ECMA) Instrumental Artist of the Year — 2003
- Music Industry Association Nova Scotia (MIANS) Folk/Roots Artist of the Year — 2005
- Music Industry Association Nova Scotia (MIANS) Musician of the Year — 2005
- Canadian Folk Music Awards — Instrumental Album Of The Year — 2005
- East Coast Music Award (ECMA) Folk Recording of the Year — 2006 (The Long River)[3]